# Bourton (Vale of White Horse)
Bourton is een civil parish in het bestuurlijke gebied Vale of White Horse, in het Engelse graafschap Oxfordshire met 326 inwoners.

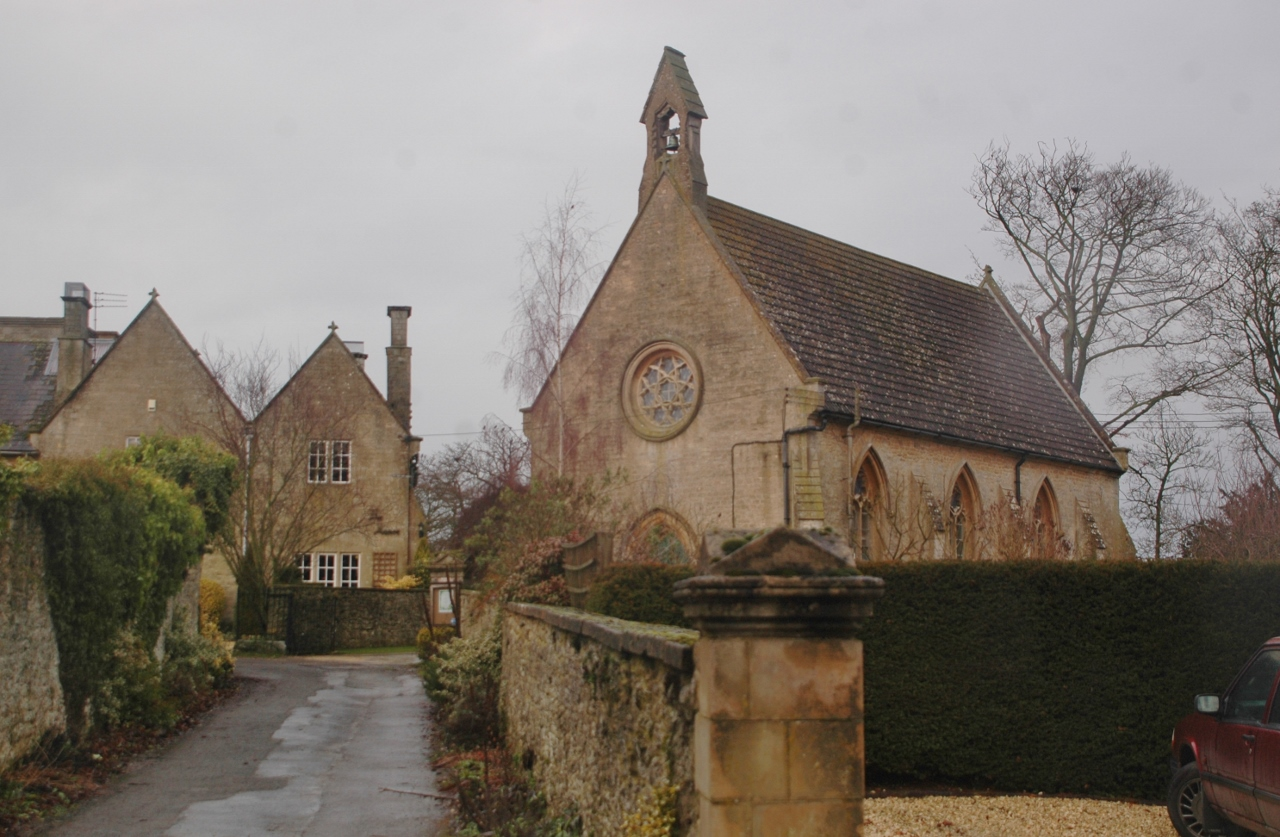
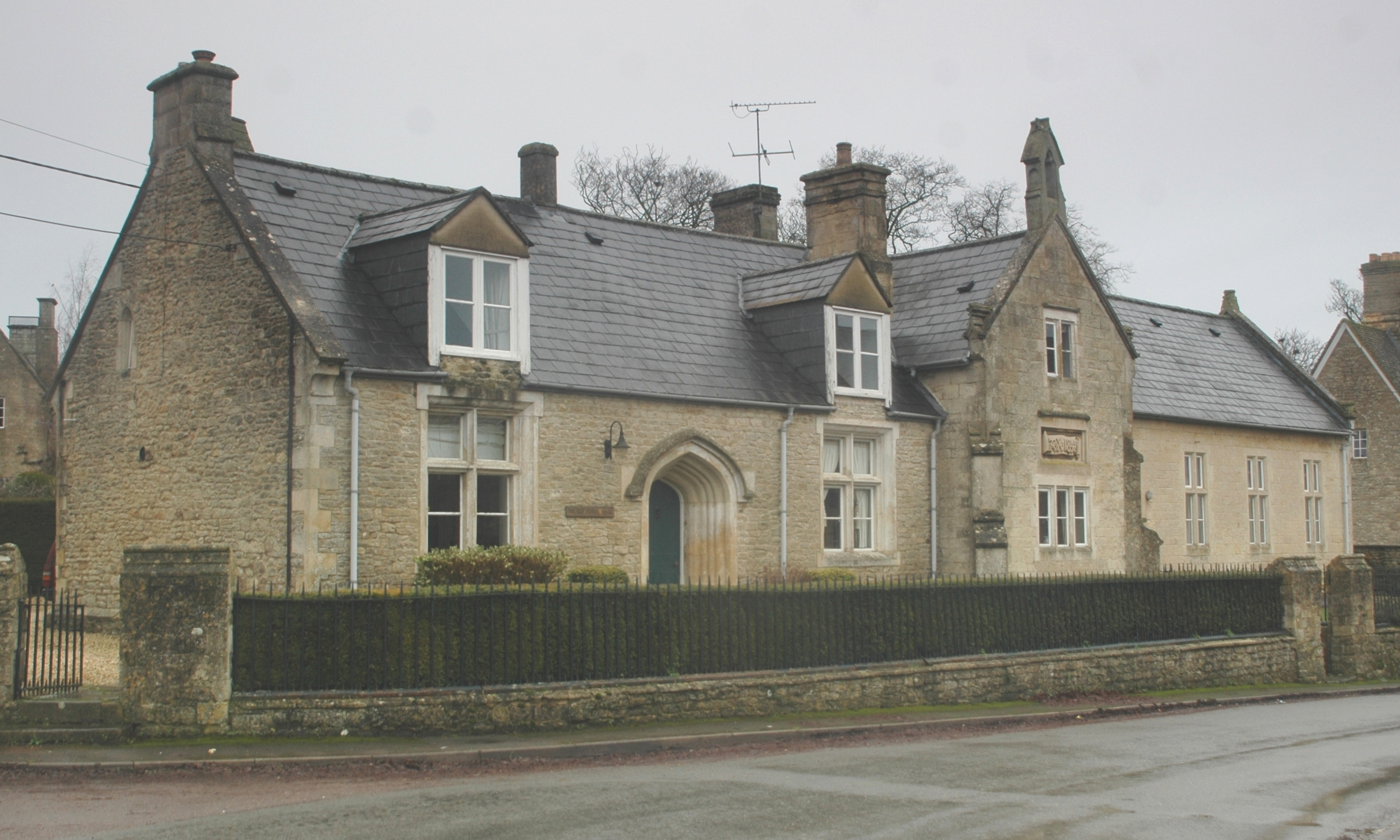
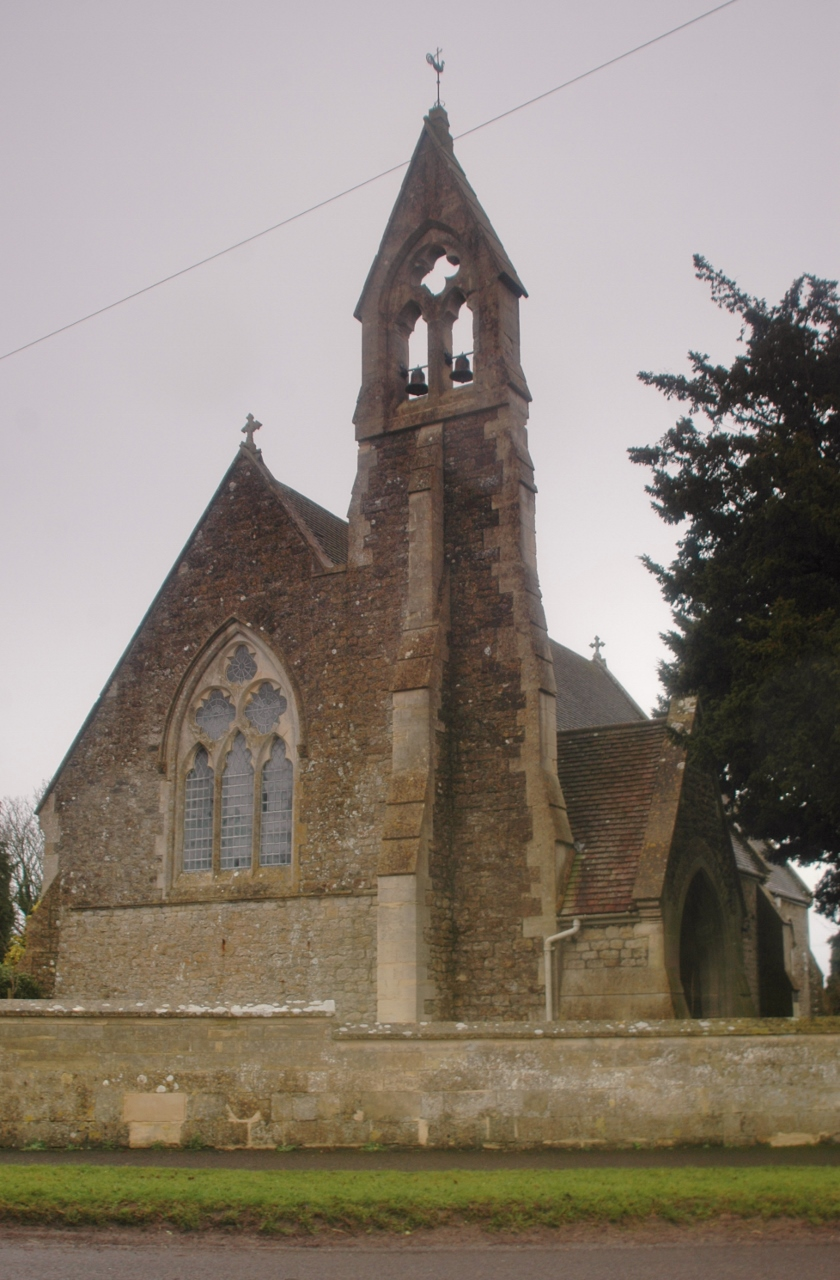